# Trindade (São Tomé i Príncipe)
Trindade és una vila de São Tomé i Príncipe. Es troba al districte de Mé-Zóchi, al nord-est de l'illa de São Tomé. La seva població és de 1.187 (2008 est.).

## Agermanaments
- Sintra